# Jean-Frédéric de Palatinat-Soulzbach-Hilpoltstein
Jean-Frédéric de Wittelsbach (23 août 1587 – 19 octobre 1644) est le comte palatin du Rhin de Soulzbach-Hilpoltstein de 1614 jusqu'en 1644.

## Biographie
Jean-Frédéric est né à Neubourg , en 1587, le plus jeune fils de Philippe-Louis de Neubourg et d'Anne de Clèves. Après la mort de son père, en 1614, ses territoires sont divisés entre ses fils. Jean-Frédéric étant le plus jeune, il reçoit la seigneurie de Hilpoltstein. Il est mort à Hilpoltstein en 1644, et est enterré à Lauingen.

## Mariage
Jean-Frédéric épouse Sophie-Agnès de Hesse-Darmstadt (12 janvier 1604 – 8 septembre 1664), fille du comte Louis V de Hesse-Darmstadt, en 1624 et a les enfants suivants:
1. Anne-Louise (11 octobre 1626 – 23 février 1627)
2. Marie-Madeleine (27 février 1628 – 17 juin 1629)
3. Philippe-Louis (26 février 1629 – 8 août 1632)
4. Jean-Frédéric (25 mars 1630 – 22 mai 1630)
5. Fille mort-née (22 avril 1631)
6. Marie-Éléonore (28 mars 1632 – 23 novembre 1632)
7. Jeanne-Sophie (2 septembre 1635 – 19 août 1636)
8. Anne-Madeleine (5 mars 1638 – 29 juillet 1638)